# Gouffre de Proumeyssac
Gouffre de Proumeyssac – jaskinia krasowa w środkowozachodniej Francji.
W Gouffre de Proumeyssac występuje bardzo bogata oraz różnorodna szata naciekowa.